# Ivaiporã
Ivaiporã ist ein brasilianisches Munizip in der Mitte des Bundesstaats Paraná. Es hat 31.886 Einwohner (2021), die sich Ivaiporãnenser nennen. Seine Fläche beträgt 432 km². Es liegt 666 Meter über dem Meeresspiegel.

## Etymologie
Ursprünglich nannte sich der Ort Ivainópolis. Erst mit dem Staatsgesetz Nr. 2.429 vom 13. August 1955 erhielt er den heutigen Namen Ivaiporã. 
Der Name kann aus dem Tupi so erklärt werden: ybá = Frucht, y = Fluss und porã = Bewohner, zusammengesetzt also Bewohner des Fruchtflusses.
Aus dem Guarani interpretieren Sprachforscher wie Teodoro Sampaio oder Macedo Soares den Namen so: Ivaí = Fluss der Blume oder der Frucht, aber auch der Einbäume, der Pfeile, der Bäume oder der Trauben. Das Wort porã bedeutet schön oder hübsch.

## Geschichte

### Spanier und Bandeiranten im 17. Jahrhundert
Die ersten historischen Aufzeichnungen über diese Region des Ivaí-Tals stammen erst aus dem 16. Jahrhundert, obwohl sie durch den viel älteren Peabiru-Weg durchquert wird. Aus diesen Aufzeichnungen geht hervor, dass die Region von Guarani-Indianern bewohnt war, wie der Jesuitenpater Antonio Ruiz de Montoya schrieb, der 1611 in das Land des Kaziken Yataobá kam und später Reduktionen wie die von San Pedro am Oberlauf des Ivaí und Los Angeles am Rio Corumbataí einrichtete.

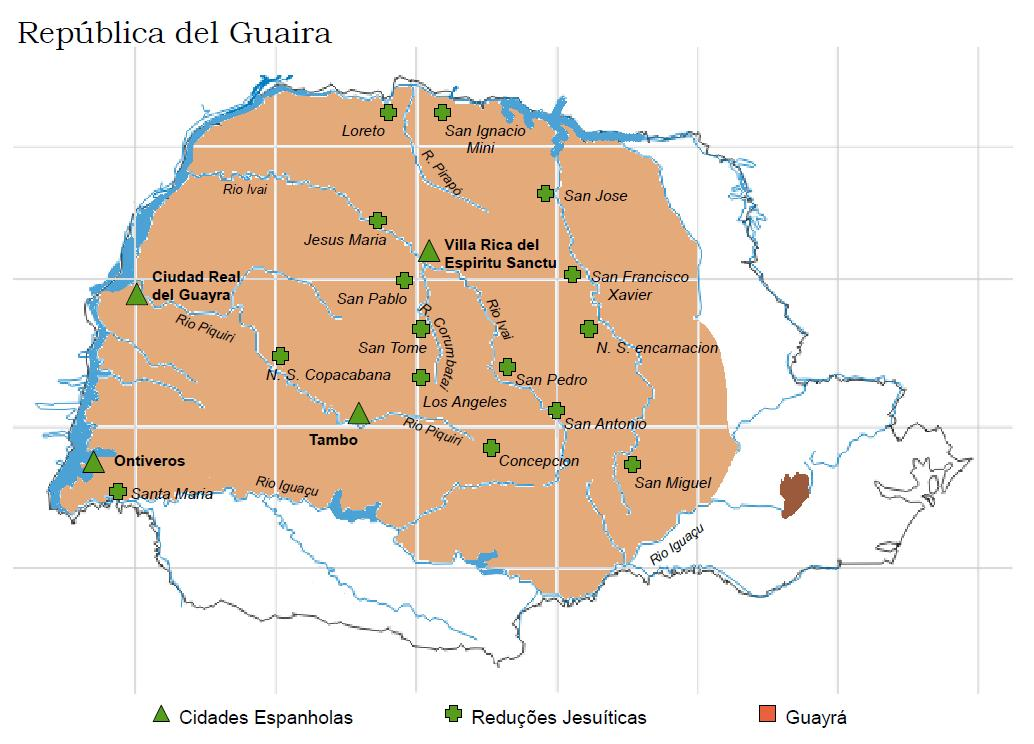
Jesuitenreduktionen in Paraná (zwischen 1610 und 1631)

Die Anlage von Villa Rica Del Espiritu Sanctu an der Mündung des Rio Corumbataí, das heute zur Gemeinde Fênix gehört, ist ebenfalls eine Besonderheit in dieser Region. Die Spanier gründeten dieses Dorf im Jahr 1592 wegen der großen Anzahl von Indianern, die im Encomienda-System ausgebeutet werden konnten. 
Vila Rica war nur von kurzer Dauer. 1628 kamen Bandeirantes aus São Paulo unter der Führung von Manoel Preto und António Raposo Tavares mit zweitausend Tupi-Indianern die Serra de Apucarana herab und zerstörten die Jesuitenreduktionen. Sie zwangen die Spanier zum Rückzug Ivaí-abwärts und führten gefangene Indianer im Gänsemarsch in Richtung São Paulo.
Utopia am Ivaí im 19. Jahrhundert
Mitte des 19. Jahrhunderts schuf Jean Maurice Faivre, ein Franzose mit einer bemerkenswerten Biografie und Berater von Kaiser Pedro II. und Kaiserin Teresa Maria Cristina von Neapel-Sizilien ein Dorf, das nach den Regeln der idealen Gesellschaft funktionierte. Er folgte dabei dem Vorbild der in Europa verbreiteten utopischen Gesellschaften. Die Colônia Tereza (heute: Teil von Candido de Abreu), ist eines der Zeugnisse der Besiedlung des Ivaí-Tals in der zentralen Region von Paraná. Allerdings war die Kolonie nur von kurzer Dauer. Tropenkrankheiten und wirtschaftlicher Misserfolg führten dazu, dass die Teilnehmer des Experiments an andere Orte, z. B. auch Ivaiporã, weiterzogen. 

### Kolonisierung im 20. Jahrhundert
Die Region der Gemeinde Ivaiporã begann ihren Besiedlungszyklus in den 1940er Jahren, als das Land, das als das fruchtbarste Brasiliens galt, die Aufmerksamkeit von Pionieren aus ganz Brasilien auf sich zog.
Es durchlief die Zyklen der Schweinemäster und des Holzes und entwickelte eine der wohlhabendsten Land- und Viehwirtschaften des Landes. Aus dem Süden kamen Siedler, viele von ihnen aus Santa Catarina, Nachfahren von Italienern, Deutschen, Ukrainern und Polen. Von Norden kamen Menschen aus São Paulo, Minas Gerais und Bahia, um Kaffee anzubauen. In Ivaiporã treffen die Kulturen des Südens und des Nordens aufeinander, man trifft hier den Vanerão (Tanz aus Rio Grande do Sul) und den Forró (Musik aus dem Nordosten) an. 
Mit einem modernen Kolonisierungsplan, der von der Colonizadora Ubá übernommen wurde, und einer in Minifundien strukturierten Agrarstruktur wurde Ivaiporã in den 1970er Jahren zu einem der letzten Eldorados von Paraná.

### Erhebung zum Munizip
Ivaiporã wurde durch das Staatsgesetz Nr. 4.245 vom 25. Juli 1960 aus Manoel Ribas ausgegliedert und in den Rang eines Munizips erhoben. Es wurde am 19. November 1960 als Munizip installiert.

## Geografie

### Fläche und Lage
Ivaiporã liegt auf dem Terceiro Planalto Paranaense (der Dritten oder Guarapuava-Hochebene von Paraná). Seine Fläche beträgt 432 km². Es liegt auf einer Höhe von 666 Metern.

### Geologie und Böden
Die Böden bestehen aus Terra Roxa, die bis zur Besiedlung mit tropischem Urwald bedeckt war.

### Vegetation
Das Biom von Ivaiporã ist Mata Atlântica.

### Klima
Das Klima ist gemäßigt warm. Es werden hohe Niederschlagsmengen verzeichnet (1559 mm pro Jahr). Die Klimaklassifikation nach Köppen und Geiger lautet Cfa. Im Jahresdurchschnitt liegt die Temperatur bei 20,3 °C.

### Gewässer
Ivaiporã liegt im Einzugsgebiet des Ivaí. Dieser bildet die östliche Grenze des Munizips zu Grandes Rios. Sein linker Nebenfluss Ribeirão Pindauva fließt entlang der nördlichen Grenze mit São João do Ivaí nach Osten. Im Süden trennt der Rio Azul das Munizip von Ariranha do Ivaí. Im östlichen Bereich des Munizips fließt der Ribeirão Jacutinga nach Nordosten zum Rio Ivaí. Der Rio da Bulha begrenzt das Munizip im Westen.

### Straßen
Ivaiporã ist über die PRC-466 mit Pitanga im Süden und Jardim Alegre im Norden verbunden. 

### Nachbarmunizipien
|        | Jardim Alegre                               | Grandes Rios       |
|        | Kompassrose, die auf Nachbargemeinden zeigt | Rio Branco do Ivaí |
| Arapuã | Manoel Ribas                                | Ariranha do Ivaí   |

## Stadtverwaltung
Bürgermeister: Luiz Carlos Gil, PSD (2021–2024)
Vizebürgermeister: Marcelo Reis, PTB (2021–2024)

## Demografie

### Bevölkerungsentwicklung
| Jahr | Einwohner | Stadt | Land |
| ---- | --------- | ----- | ---- |
| 1970 | 67.598    | 24 %  | 76 % |
| 1980 | 62.836    | 41 %  | 59 % |
| 1991 | 45.564    | 61 %  | 39 % |
| 2000 | 32.270    | 80 %  | 20 % |
| 2010 | 31.816    | 86 %  | 14 % |
| 2021 | 31.886    |       |      |

Quelle: IBGE, bis 2010: Volkszählungen und für 2021: Schätzung

### Ethnische Zusammensetzung
| Gruppe * | 1991    | 2000    | 2010    | wer sich als …                                                                   |
| --- | ------- | ------- | ------- | -------------------------------------------------------------------------------- |
| Weiße | 75,8 %  | 74,5 %  | 63,2 %  | weiß bezeichnet                                                                  |
| Schwarze | 2,3 %   | 2,6 %   | 2,5 %   | schwarz bezeichnet                                                               |
| Gelbe | 0,5 %   | 0,6 %   | 1,0 %   | von fernöstlicher Herkunft wie japanisch, chinesisch, koreanisch etc. bezeichnet |
| Braune | 21,4 %  | 21,6 %  | 33,2 %  | braun oder als Mischung aus mehreren Gruppen bezeichnet                          |
| Indigene | 0,0 %   | 0,2 %   | 0,1 %   | Ureinwohner oder Indio bezeichnet                                                |
| ohne Angabe | 0,0 %   | 0,3 %   | 0,0 %   |                                                                                  |
| Gesamt | 100,0 % | 100,0 % | 100,0 % |                                                                                  |
| *) Das IBGE verwendet für Volkszählungen ausschließlich diese fünf Gruppen. Es verzichtet bewusst auf Erläuterungen. Die Zugehörigkeit wird vom Einwohner selbst festgelegt. |         |         |         |                                                                                  |

Quelle: IBGE (Stand: 1991, 2000 und 2010)

## Wirtschaft
In den 1970er Jahren wurde Ivaiporã zum bedeutendsten brasilianischen Erzeuger von Bohnen und Baumwolle. Es wurde sogar als die Mais-Hauptstadt der Welt bezeichnet. Die Viehwirtschaft, insbesondere die Milchwirtschaft, spielt eine wichtige Rolle für die Wirtschaft. Dank der Gründung großer Genossenschaften weist die Region heute eine hohe landwirtschaftliche Produktivität auf.
Ivaiporã ist ein regionaler Zentralort vor allem wegen der Dynamik des Handels- und Dienstleistungssektors. Viele Organe der Staats- und Bundesverwaltung haben Büros in Ivaiporã. All dies führt dazu, dass die Stadt täglich Tausende von Arbeitspendlern aufnimmt.